# باشگاه فوتبال بورگوس
باشگاه فوتبال بورگوس (انگلیسی: Burgos CF) یک باشگاه فوتبال مستقر در بورگوس، کاستیا و لئون، اسپانیا است که در حال حاضر در لالیگا ۲، دومین سطح لیگ فوتبال در این کشور به فعالیت می‌پردازد. 
این باشگاه در ۱۳ اوت ۱۹۸۵ بنیان‌گذاری شده‌است.